# Omega Workshops

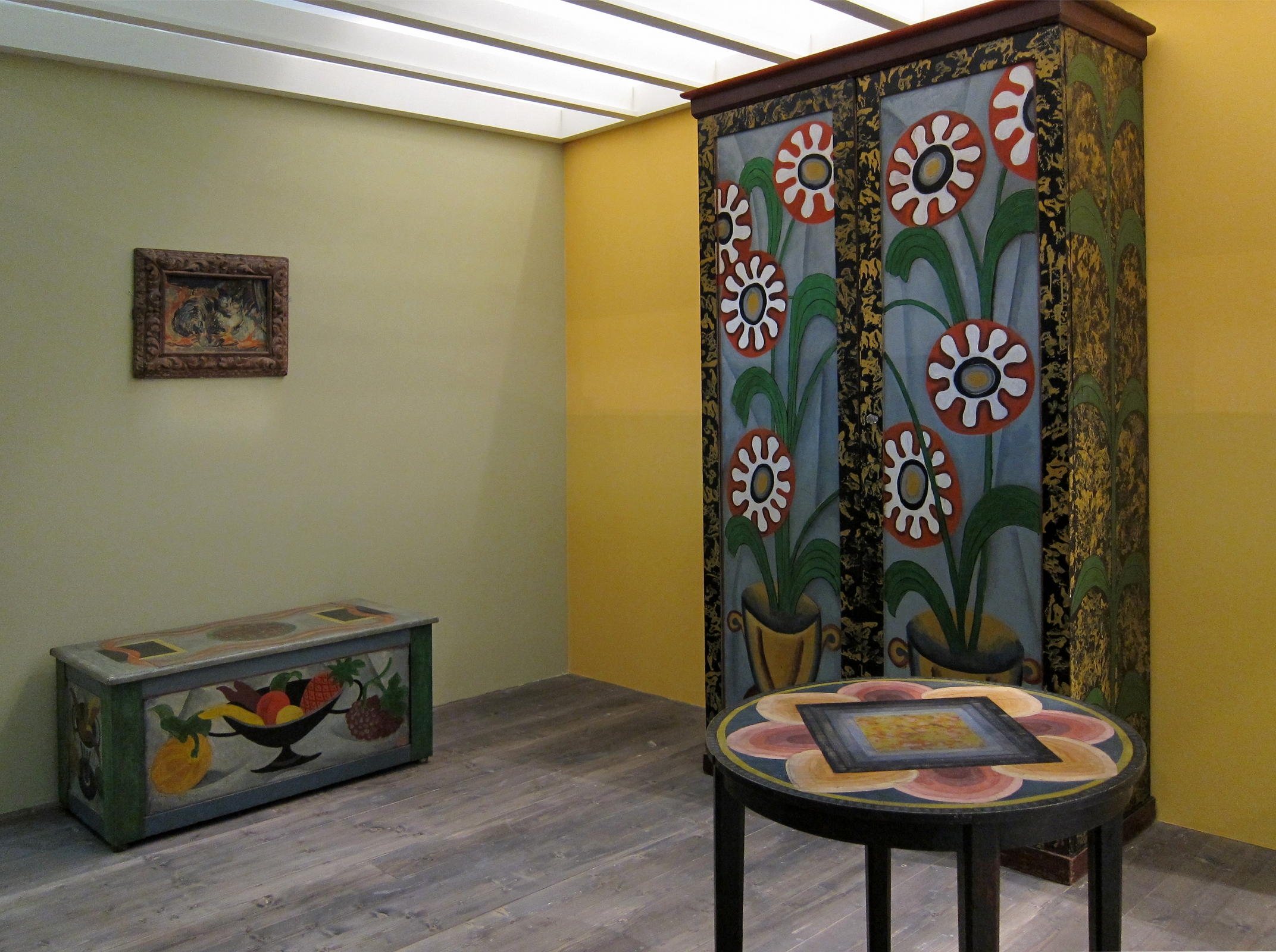
Mobile decorato da Roger Fry per Omega

Omega Workshops Ltd. fu un laboratorio sperimentale di design per interni fondato a Londra nel 1913 da Roger Fry, un membro del Bloomsbury Group. Il laboratorio fu chiuso per motivi finanziari nel 1919.

## Storia

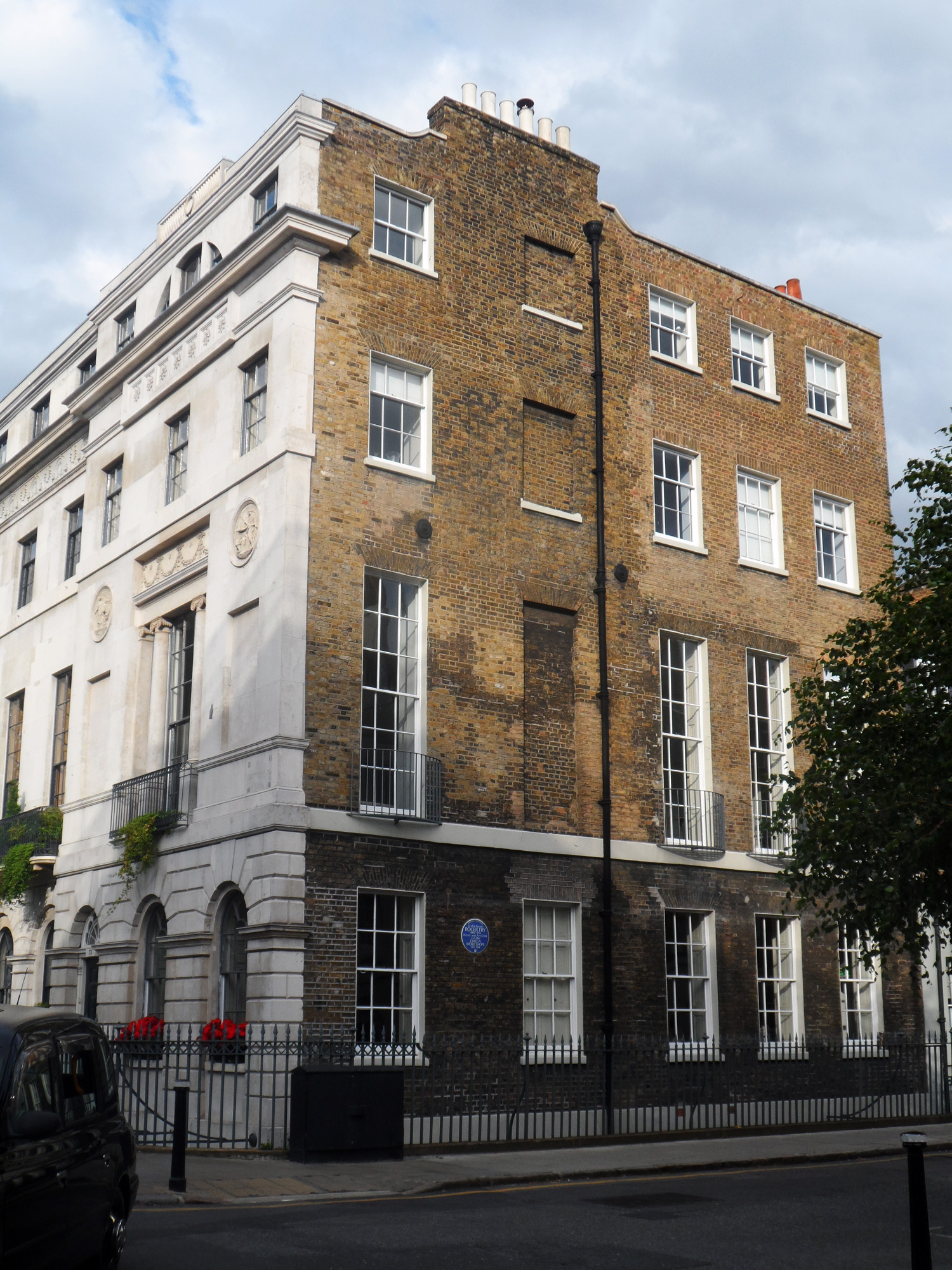
Fitzroy Square 33, il London Foot Hospital, dal 1929 al 2003

Il pittore e critico d'arte Roger Fry organizzò nel 1910 la mostra Manet e i post-impressionisti nelle Grafton Galleries, a Londra. Il pubblico londinese rimase scioccato e si sentì provocato; anche la stampa pubblicò critiche negative. Nonostante le reazioni negative ci fu nel 1912 una seconda mostra di Fry, nella quale erano esposti dei quasi contemporanei pittori inglesi e opere di Henri Matisse, dei fauvisti come di Pablo Picasso e Georges Braque. Il concetto del post-impressionismo fu coniato da Fry.

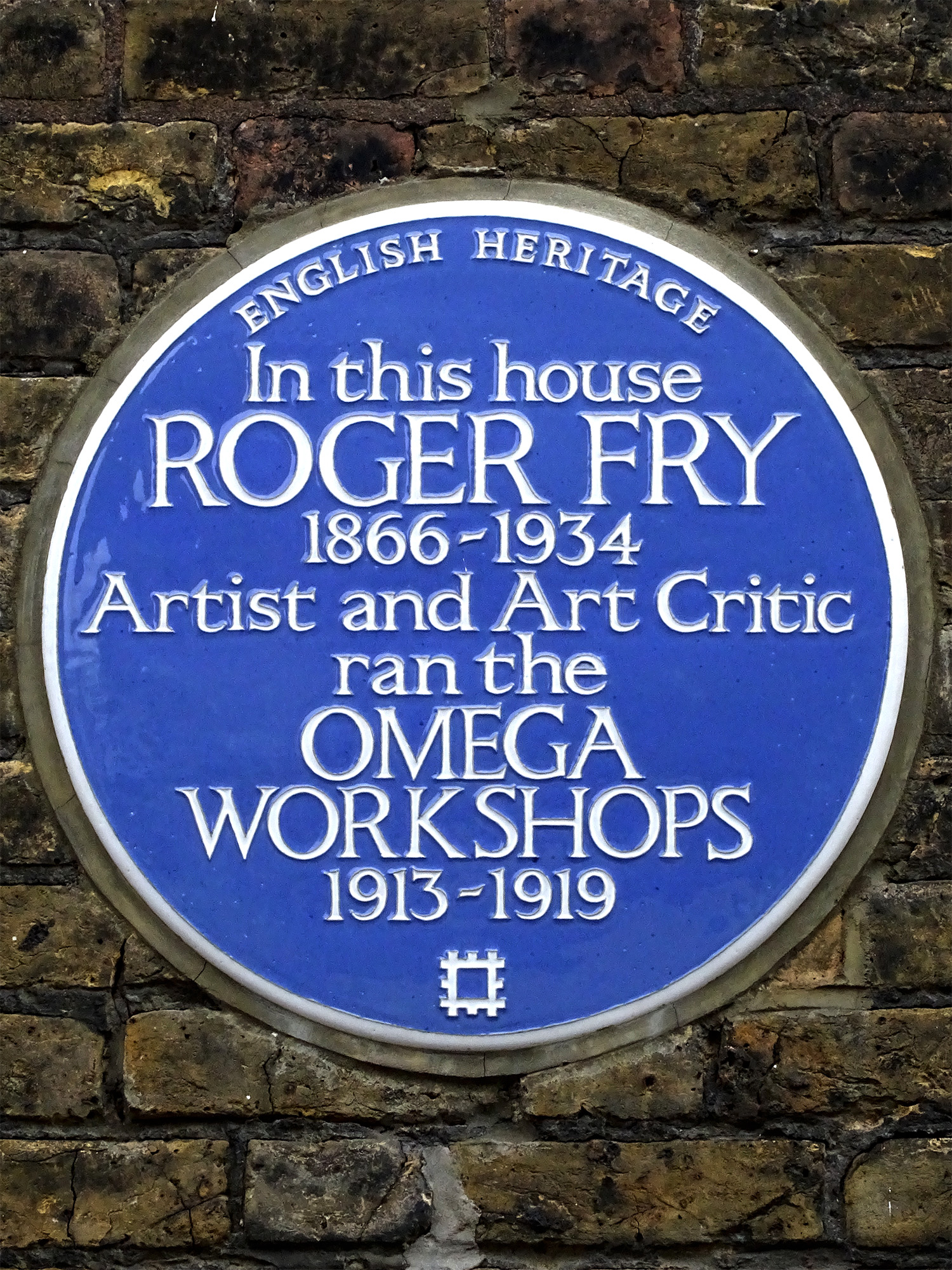
Targa blu sulla casa dal 2010

Nel luglio 1913 Fry fondò a Londra, con l'aiuto del suo amico e condirettore Duncan Grant e con Vanessa Bell, e con il sostegno finanziario di compagni d'arte come George Bernard Shaw in un'elegante casa, opera dell'architetto Robert Adam, al n. 33 di Fitzroy Square, un laboratorio per progetti di interni. Egli aveva come obiettivo l'applicazione dell'arte moderna all'arredamento d'interni come alla strutturazione dei libri. 
Il laboratorio di design era allo stesso tempo uno spazio espositivo e un atelier. In esso si trovavano in offerta dipinti a muro, vetrate, parti dipinte di mobili, ceramiche, stoffe, libri e molto altro da acquistare.
Nell'autunno del 1914 comparve il Catalogo descrittivo dell'Omega con testi di Fry. 

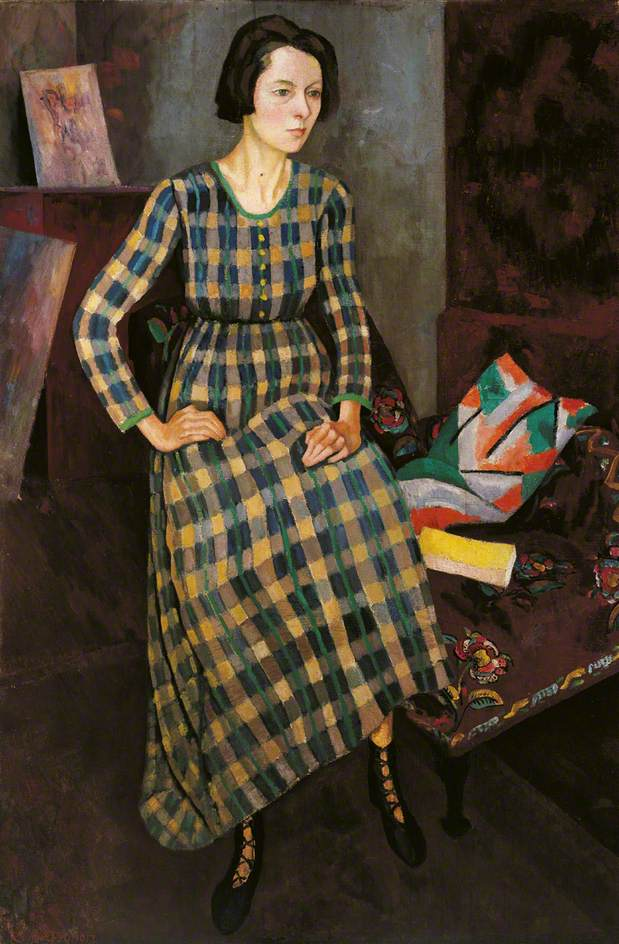
Roger Fry: Nina Hamnett, olio su tela, 1917. Il vestito di Nina Hamnnett fu disegnato da Vanessa Bell per Omega.

Fry non aveva altri intendimenti da quelli del suo predecessore William Morris e degli artisti del movimento Arts and Crafts, e non intendeva presentare alcuna protesta contro la produzione a macchina di oggetti artistici artigianali. 
Tra gli attivi nel Seminario Omega si contarono artisti, oltre ai membri del Bloomsbury Group Fry, Grant e Bell, per breve tempo lo scultore francese Henri Gaudier-Brzeska e il pittore inglese Percy Wyndham Lewis. Nell'ottobre 1913 Lewis lasciò in lite l'Omega con tre altri collaboratori, aprì il Rebel Art Centre a Londra e divenne cofondatore del Vorticismo. Altri collaboratori dell'Omega Workshops furono Dora Carrington, Henri Doucet, Winifred Gill e Nina Hamnett.
Gli artisti collaboranti non sottoscrivevano le loro opere con i loro nomi ma con la lettera greca  Ω. Essi lavoravano tre giorni e mezzo la settimana per Omega e il loro introito ammontava a 30 scellini. Questo introito era in effetti modesto, però sicuro e importante per gli artisti poco noti, poiché essi potevano dedicarsi nel tempo restante alla loro arte.

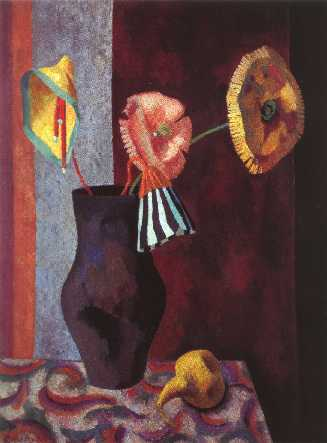
Roger Fry, Natura morta con fiori Omega, 1919

Tra gli acquirenti dei prodotti esclusivi vi erano tra gli altri Maud Cunard, la madre di Nancy Cunard, Mechtilde Lichnowsky, Lady Ottoline Morrell come gli amici del Bloomsbury Group Virginia Woolf, E. M. Forster e Clive Bell. Virginia Woolf era ispirata dall'Omega Workshop e fondò con il marito Leonard Sidney nel 1917 la Hogarth Press, le cui pubblicazioni all'inizio erano di propria mano e stampate con un torchio tipografico. La sorella di Woolf, Vanessa Bell, creò la copertina per l'editore.
Nel 1940 Virginia Woolf scrisse una biografia di Roger Fry.
Poiché il progetto Omega Workshops 1919, influenzato dal fauvismo, cubismo e post-impressionismo, realizzato con materiali costosi, per lungo tempo trovò pochi acquirenti, anche a causa dello scoppio della prima guerra mondiale, dovette essere dotato di basi finanziarie. Fry lavorò infine da solo nel laboratorio di Fitzroy Square, poiché Vanessa Bell e Duncan Grant nel 1916 si erano trasferiti nella casa di campagna Charleston Farmhouse nel Sussex.
L'ente pubblico inglese English Heritage riconobbe nel 2010 a Roger Fry e all'Omega Workshops una Targa blu, che è esposta sulla casa di Fitzroy Square 33.

## Esposizioni
Una collezione di mobili e altre opere dell'Omega Workshops è esposta nella Charleston Farmhouse nel Sussex, la ex casa di campagna di Duncan Grant e Vanessa Bell. Nel 2009 ebbe luogo nella Courtauld Gallery a Londra una mostra dal titolo: Beyond Bloomsbury: Designs of the Omega Workshops 1913–19.